# Blind River
Blind River – miasto w Kanadzie, w prowincji Ontario, w dystrykcie Algoma. Nazwa pochodzi o przepływającej przez nie rzeki Blind. Pierwsza osada powstała w celu wycinki pobliskich lasów, jednak wkrótce w pobliżu odkryto złoża miedzi. Od 1955 roku wydobywa się stąd również uran. Blind River należy do AFMO, związku gmin ontaryjskich ze znaczącym odsetkiem mieszkańców francuskojęzycznych.
Liczba mieszkańców Blind River wynosi 3 780. Język angielski jest językiem ojczystym dla 75,0%, francuski dla 19,1% mieszkańców (2006).